# Diprosopus

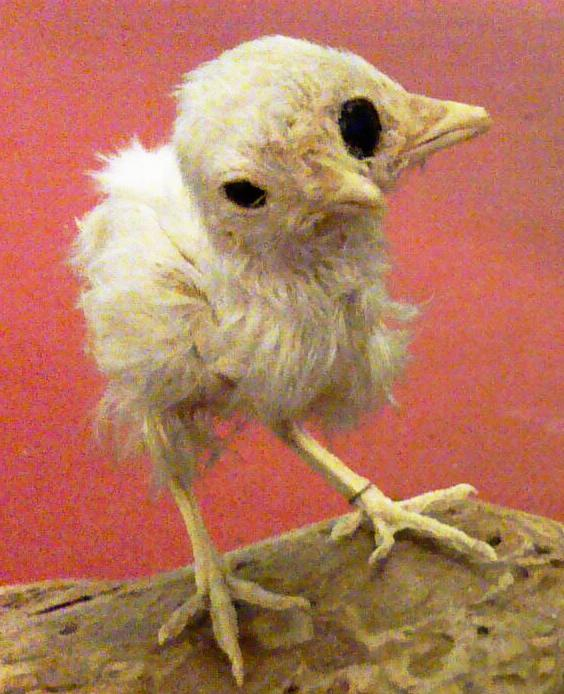
Un pollito disecado con dos picos y tres ojos

Diprosopia o diprosopus (Griego διπρόσωπος, "dos-afrontado", de δι-, di-, "dos" y πρόσωπον, prósopon [neutro], "cara", "persona"; con final latino), también conocido como duplicación craneofacial (cranio- del griego κρανίον, "cráneo", el otro elemento latino especifica parte), es una malformación congénita extremadamente rara por la cual partes o toda la cara están duplicadas en la cabeza.

## Desarrollo
A pesar de que clásicamente se la consideró un hermanamiento siamés (a lo cual se parece), esta anomalía no es normalmente debida a la fusión o separación incompleta de dos embriones, sino en realidad el resultado de una actividad anormal de la proteína SHH (Sonic hedgehog); El nombre de esta proteína se inspira en el de Sonic the Hedgehog, el personaje de videojuegos y es parte de la idiosincrasia en la tradición de nombramiento en las búsquedas de la biología molecular.)
SHH y su gen correspondiente juegan una función importante en la señalización craneofacial durante el desarrollo embrionario. Entre otras cosas, SHH gobierna la anchura de las características faciales, rigiendo sobre su anchura y duplicación, a menudo en una forma de imagen en espejo. Esto ha sido demostrado en laboratorio al introducir pelotitas de la proteína SHH en embriones de pollo, resultando en el nacimiento de pollos con dos picos. Cantidades inadecuadas de esta proteína pueden provocar ciclopía o características faciales insuficientemente desarrolladas.
El desarrollo de un cerebro sano también depende del correcto funcionamiento de señalización de la SHH. Durante el desarrollo embrionario, la SHH dirige las células embrionarias organizando áreas concretas que más tarde se convertirán en los tejidos neuronales especializados, controlando por ello la medida y forma de las estructuras cerebrales.

## Incidencia
La diprosopia a menudo ocurre en combinación con otras malformaciones congénitas, particularmente anencefalia, defectos del tubo neuronal y malformaciones cardíacas. Cuándo se presenta, el cerebro puede mostrar anormalidades que varían de parciales a completas duplicaciones en estructuras del cerebro, y/o subdesarrollo de tejidos cerebrales.

### Humanos
La mayoría de los niños con diprosopus nacen muertos. Casos de humanos con diprosopus en el pasado sobreviviendo más allá de unos minutos a horas es muy raro; sólo unos cuantos están descritos. En 2002 y 2003, fueron informados el nacimiento de dos niños varones sobrevivientes con diprosopias parciales. Un niño nació con duplicación de la nariz y los lóbulos frontales cerebrales, dos ojos muy separados, una pequeña cuenca central con un ojo subdesarrollado, y una boca grande, asimétrica. El otro niño nació con duplicación de la mandíbula superior e inferior, dos lenguas que acaban en la misma base, labio leporino, fisura del paladar, el puente de la nariz ligeramente dividido y un espacio amplio entre los ojos, así como ausencia del cuerpo calloso, duplicación de la glándula pituitaria y anormalidades en el mesencéfalo. Como nacieron con una forma suave, solo parcial de diprosopus, ambos niños fueron sometidos a una corrección quirúrgica de sus características faciales anormales.

#### Lali Singh
Lali Singh nació el 10 de marzo de 2008 del matrimonio formado por Sushma y Vinod Singh en Saini, un pueblo en Sunpura Sohanpur, cerca de Nueva Delhi, India; el nacimiento se vio complicado por su cabeza grande, y su alumbramiento en un hospital salvó a la madre al poder facilitar el parto mediante una episiotomía. Fue uno de los raros casos de diprosopus en grado severo en sobrevivir al nacimiento y probablemente el primer caso conocido de duplicación facial completa: La niña presentaba dos pares de ojos, dos narices, y dos bocas (pero solo un par de orejas). Fue vista como una reencarnación de la diosa Durga, quién a veces es descrita con muchos ojos y bocas.
Sushma y Vinod Singh declinaron la oferta de que fuera analizada mediante Tomografía axial computarizada, sin esa avanzada visualización, no era posible saber la extensión total de la anomalía y en que grado afectaba al cerebro y otras estructuras vitales de la cabeza y cuello. Así, cualquier valoración de su capacidad o posibilidad de supervivencia eran puramente especulativas, aunque la familia de Lali informó que la niña vivía normalmente. Es también desconocido si los neurocirujanos o los cirujanos craneofaciales consultados, habrían tenido soluciones factibles para ofrecer una correcta cirugía correctiva. Un doctor local dijo a los reporteros que la pequeña era considerada una niña sana que actualmente estaba viviendo una vida normal. Los dos ojos centrales de Lali sufrían opacidad de la córnea debido a la anatomía anormal de los músculos faciales, la cual impedía que los cerrara correctamente. (Lo que había sido incorrectamente informado como un parpadeo en flash.)
Su labio leporino y fisura del paladar dificultaban su alimentación dadas las humildes condiciones de su pueblo natal. Una dieta pobre de biberón con leche diluida y azucarada, que no podía chupar correctamente debido a la fisura del paladar, debilitó su condición, provocándole vómitos y finalmente una infección. El ingreso al hospital se vio retrasado por la discusión entre la familia y el consejo de la aldea. Finalmente, sus padres, alarmados por sus síntomas y deshidratación, desafiaron a sus parientes y la llevaron al hospital, donde el tratamiento con antibióticos y suero logró una mejoría pero no impidió su fallecimiento por un repentino ataque al corazón. Fue enterrada en su pueblo, como es habitual en el hinduismo con los niños que mueren muy jóvenes. Más tarde un templo fue construido allí en su memoria.

#### Faith y Hope Howie
Faith Daisy y Hope Alice Howie (8 de mayo de 2014 – 27 de mayo de 2014) nació en Sídney, Australia, siendo sus padres Simon Howie y Renee Young. Faith y Hope compartían un único cuerpo y cráneo, pero tenían duplicación completa de las características faciales, así como duplicación del cerebro; ambos cerebros se unían en la raíz. Young y Howie conocieron la condición del feto en la 19 semana de gestación en una ecografía rutinaria, pero optaron por continuar el embarazo. La criatura nació seis semanas prematura pero aparentemente bien de salud, capaz de respirar por sí misma y se observó que cada parte dormía o lloraba independientemente de la otra. Murieron 19 días después del nacimiento por causas desconocidas, a pesar de que algunas fuentes indicaron que las niñas murieron al intentarse una operación por razones desconocidas.

### Animales
Pocos animales diprosópicos han sobrevivido debido a anormalidades de los órganos internos asociadas y anormalidades cerebrales. Uno de los más famosos fue Dip, un cerdo. Dip llegó a la edad adulta, pero murió de una neumonía causada por inhalación alimentaria cuándo respiró a través del morro mientras comía con el otro.
Los gatos con esta condición son llamados 'gatos Jano', como el dios romano bicéfalo. En julio
de 2006, un macho Jano de 6 años llamado "Frank y Louie" de Millbury, Massachusetts, EE. UU., recibió amplia publicidad. En su caso, sólo un esófago (y posiblemente sólo una tráquea) era funcional y permitía su supervivencia. En septiembre de 2011, cuándo Frank y Louie tenían 12 años, fueron incluidos en el Libro Guinnes de los Récords 2012 como el oficialmente más longevo gato Jano de la historia. En 2014, Frank y Louie murieron a la edad de 15 años, una vida promedio para su especie.